# Oligodon venustus
Oligodon venustus este o specie de șerpi din genul Oligodon, familia Colubridae, descrisă de Jerdon 1853. Conform Catalogue of Life specia Oligodon venustus nu are subspecii cunoscute.